# 帕拉代斯鎮區 (伊利諾伊州科爾斯)
帕拉代斯鎮區（英語：Paradise Township）是位於美國伊利諾伊州科爾斯縣的一個行政鎮區。

## 地方資料
根據2010年美國人口普查的數據，帕拉代斯鎮區的面積為61.80平方千米，當中陸地面積為60.40平方千米，而水域面積為1.40平方千米。當地共有人口1311人，而人口密度為每平方千米21.21人。